# Lucy Liu
Lucy Alexis Liu Yu Ling (New York, 2 dicembre 1968) è un'attrice e doppiatrice statunitense.
È nota per i film  Charlie's Angels (2000) e Charlie's Angels - Più che mai (2003) di cui è protagonista con Cameron Diaz e Drew Barrymore, oltre che per i ruoli in Kill Bill: Volume 1 di Quentin Tarantino e in Pallottole cinesi.
Ha inoltre interpretato Joan Watson, versione femminile del Dottor Watson, nella serie tv Elementary.

## Biografia

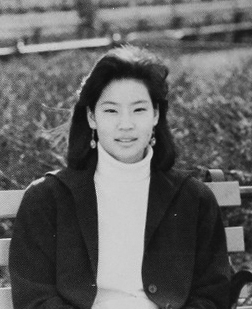
Una giovane Lucy Liu nel 1986

Nata da genitori taiwanesi, Cecilia e Tom Liu, immigrati nel Queens, dopo aver frequentato la Stuyvesant High School a New York, Liu si laurea in Lingue e Culture Asiatiche presso l'Università del Michigan. Parla fluentemente cinese mandarino, inglese, spagnolo e italiano. È esperta in arti marziali, in particolare l'escrima e il silat, che pratica sin da quando era giovane. 
Dopo alcuni piccoli ruoli in varie serie televisive (tra le quali X-Files, nel quale ha un piccolo ruolo in un episodio della terza stagione, e E.R. - Medici in prima linea, terzo e quarto episodio della seconda stagione), Liu diviene famosa grazie al telefilm Ally McBeal. Inizialmente, il suo ruolo nella serie non doveva essere regolare, tuttavia il successo riscosso dal suo personaggio, la giovane e irascibile avvocatessa Ling Woo, le permettono di entrare a pieno titolo nel cast.

Acquista ancor più popolarità grazie al personaggio di Alex in Charlie's Angels e Charlie's Angels - Più che mai, dove recita al fianco di Drew Barrymore e Cameron Diaz, nonché al film di Quentin Tarantino Kill Bill: Volume 1 (2003), dove interpreta la cattiva O-Ren Ishii ottenendo ottime critiche.

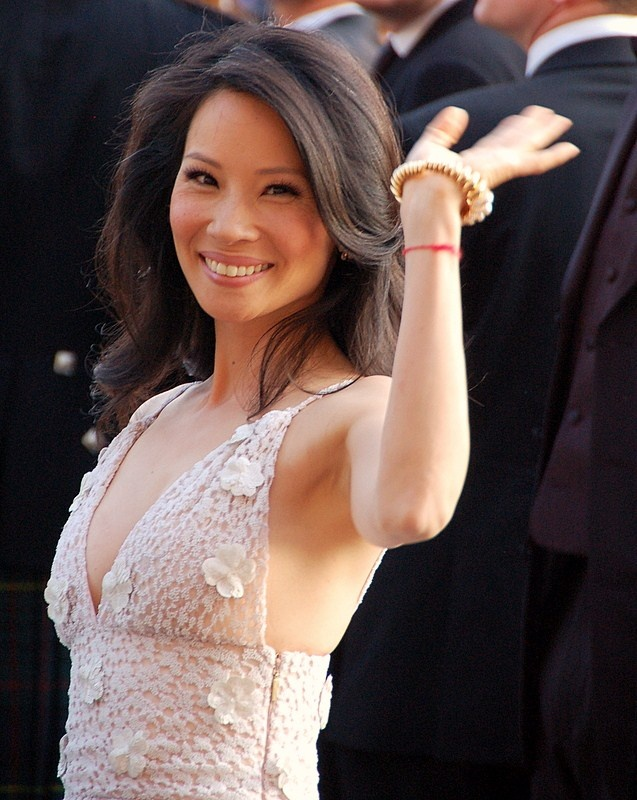
Lucy Liu al Festival di Cannes 2008

Ha preso parte ai film Pallottole cinesi con Jackie Chan e Owen Wilson, Ballistic con  Antonio Banderas, Slevin - Patto criminale con Morgan Freeman), l'horror La setta delle tenebre con Michael Chiklis e  Nome in codice: Cleaner con Nicollette Sheridan. In 3 Needles interpreta una ragazza cinese malata di AIDS.
La vediamo in alcune puntate di Ugly Betty e in una puntata di Sex and the City dove interpreta sé stessa. 
Nel 2007 è considerata una delle 100 attrici più sexy del cinema dal periodico Empire.
Dal 2012 fino al 2019 è nel cast di Elementary. La serie è basata su una rilettura in chiave moderna del personaggio di Sherlock Holmes di sir Arthur Conan Doyle, riambientando a New York le indagini del celebre investigatore. Lucy Liu interpreta la versione femminile del fedele Watson, la dottoressa Joan Watson.
Come doppiatrice, Lucy Liu presta la voce a sé stessa in un cameo nella serie animata Futurama e nel sequel di Mulan in Mulan II. Presta la sua voce anche nel film della DreamWorks Kung Fu Panda, interpretando Vipera, e nel film della Disney Trilli, realizzato per distribuzione domestica, dando la voce a una delle amiche fatine della protagonista, Argentea.
Nel 2019 Lucy Liu ottiene la sua stella nella Hollywood Walk of Fame, diventando così (dopo Anna May Wong) la seconda attrice asio-americana a riceverne una. Nel 2021 ha ottenuta il ruolo dell' antagonista Kalypso nel film del DC Extended Universe Shazam! Furia degli dei, diretto da David F. Sandberg, uscito nelle sale nel 2023.

## Vita privata
Il 27 agosto 2015 nasce il suo primo figlio, Rockwell Lloyd, avuto tramite madre surrogata.

## Filmografia

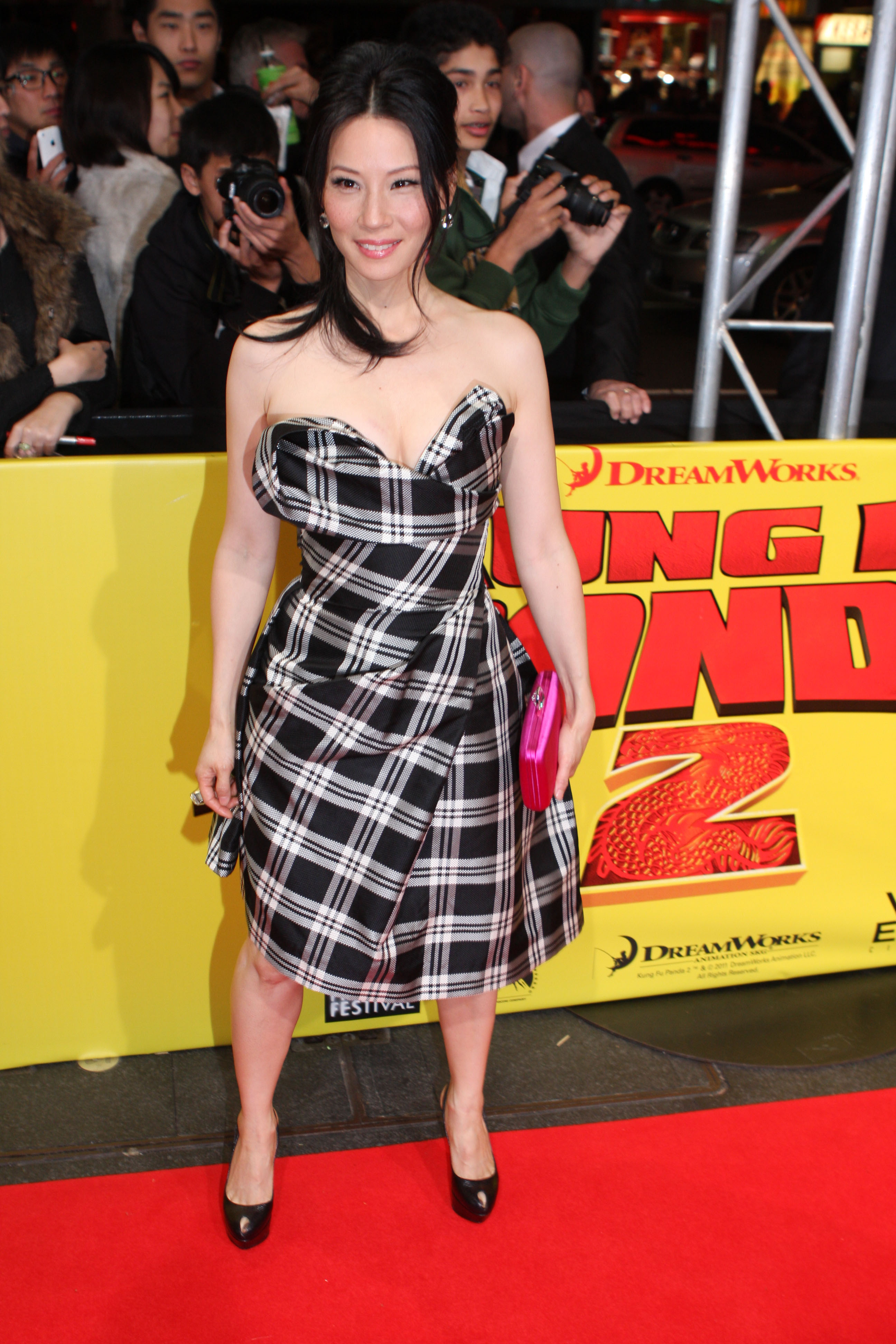
Lucy Liu alla prima del film Kung Fu Panda 2 (2011)

### Attrice

#### Cinema
- Ban wo zong heng, regia di Wai-Keung Lau (1992)
- Bang, regia di Ash (1995)
- Guy - Gli occhi addosso (Guy), regia di Michael Lindsay-Hogg (1996)
- Jerry Maguire, regia di Cameron Crowe (1996)
- Gridlock'd - Istinti criminali (Gridlock'd), regia di Vondie Curtis-Hall (1997)
- La spirale della vendetta (City of Industry), regia di John Irvin (1997)
- Love Kills - Amore e pallottole (Love Kills), regia di Mario Van Peebles (1998)
- Payback - La rivincita di Porter (Payback), regia di Brian Helgeland (1999)
- Fino a prova contraria (True Crime), regia di Clint Eastwood (1999)
- Molly, regia di John Duigan (1999)
- Flypaper, regia di Klaus Hoch (1999)
- Quando Billy incontra Jenny (The Mating Habits of the Earthbound Human), regia di Jeff Abugov (1999)
- Incontriamoci a Las Vegas (Play It to the Bone), regia di Ron Shelton (1999)
- Pallottole cinesi (Shanghai Noon), regia di Tom Dey (2000)
- Charlie's Angels, regia di McG (2000)
- Hotel, regia di Mike Figgis (2001)
- Ballistic (Ballistic: Ecks vs. Sever), regia di Kaos (2002)
- Cypher, regia di Vincenzo Natali (2002)
- Chicago, regia di Rob Marshall (2002)
- Charlie's Angels - Più che mai (Charlie's Angels: Full Throttle), regia di McG (2003)
- Kill Bill: Volume 1 (Kill Bill: Vol. 1), regia di Quentin Tarantino (2003)
- 3 Needles, regia di Thom Fitzgerald (2005)
- Domino, regia di Tony Scott (2005)
- Slevin - Patto criminale (Lucky Number Slevin), regia di Paul McGuigan (2006)
- Nome in codice: Cleaner (Code Name: The Cleaner), regia di Les Mayfield (2007)
- La setta delle tenebre (Rise), regia di Sebastian Gutierrez (2007)
- I Love Movies, regia di Paul Soter (2007)
- Contrasti e amori (The Year of Getting to Know Us), regia di Patrick Sisam (2008)
- Nómadas, regia di Ricardo Benet (2010)
- The Trouble with Bliss, regia di Michael Knowles (2011)
- Detachment - Il distacco, regia di Tony Kaye (2011)
- Un giorno questo dolore ti sarà utile (Someday This Pain Will Be Useful to You), regia di Roberto Faenza (2011)
- L'uomo con i pugni di ferro (The Man with the Iron Fists), regia di RZA (2012)
- Future World, regia di James Franco e Bruce Thierry Cheung (2018)
- Come far perdere la testa al capo (Set It Up), regia di Claire Scanlon (2018)
- Le ragazze del Pandora's Box (Stage Mother), regia di Thom Fitzgerald (2020)
- Shazam! Furia degli dei (Shazam! Fury of the Gods), regia di David F. Sandberg (2023)
- Presence, regia di Steven Soderbergh (2024)
- Uno Rosso (Red One), regia di Jake Kasdan (2024)
- Old Guy, regia di Simon West (2024)

#### Televisione
- Beverly Hills 90210 – serie TV, episodio 2x06 (1991)
- Hercules – serie TV, episodio 1x08 (1995)
- E.R. - Medici in prima linea (ER) – serie TV, episodi 2x03-2x04-2x05 (1995)
- X-Files – serie TV, episodio 3x19 (1996)
- Riot – film TV (1997)
- Ally McBeal – serie TV, 72 episodi (1998-2002)
- Sex and the City – serie TV, episodio 4x11 (2001)
- Joey – serie TV, episodi 1x12-1x13-1x14 (2004-2005)
- Ugly Betty – serie TV, episodi 1x16-1x17 (2007)
- Cashmere Mafia – serie TV, 7 episodi (2008)
- Dirty Sexy Money – serie TV, 13 episodi (2008-2009)
- Marry Me – miniserie TV (2010)
- Southland – serie TV, 10 episodi (2012)
- Elementary – serie TV, 154 episodi (2012-2019)
- Girls – serie TV, episodio 5x03 (2016)
- Difficult People – serie TV, 4 episodi (2017)
- Sesamo apriti (Sesame Street) – serie TV, episodio 48x02 (2017)
- Why Women Kill – serie TV, 10 episodi (2019)
- Curb Your Enthusiasm – serie TV, episodio 11x01 (2021)
- The Sandman – serie TV, episodio 1x05 (2022)
- Un uomo vero (A Man in Full) – miniserie TV (2024)

#### Cortometraggi
- Protozoa, regia di Darren Aronofsky (1993)

### Doppiatrice
- Futurama – serie TV, episodi 3x15-4x01 (2001-2002)
- Game Over – serie TV, 6 episodi (2004)
- Mulan II, regia di Darrell Rooney e Lynne Southerland (2004)
- Maya & Miguel – serie TV, 9 episodi (2004-2006)
- I Simpson (The Simpsons) – serie TV, episodio 16x12 (2005)
- Kung Fu Panda, regia di Mark Osborne e John Stevenson (2008)
- Trilli (Tinker Bell), regia di Bradley Raymond (2008)
- Little Spirit: Christmas in New York – film TV (2008)
- Afro Samurai: Resurrection, regia di Fuminori Kizaki – film TV (2009)
- Trilli e il tesoro perduto (Tinker Bell and the Lost Treasure), regia di Klay Hall (2009)
- Trilli e il grande salvataggio (Tinker Bell and the Great Fairy Rescue), regia di Bradley Raymond (2010)
- Kung Fu Panda Holiday Special – cortometraggio TV (2010)
- Kung Fu Panda 2, regia di Jennifer Yuh Nelson (2011)
- I Giochi della Radura Incantata (Pixie Hollow Games) – speciale TV (2011)
- Kung Fu Panda - Mitiche avventure (Kung Fu Panda: Legends of Awesomeness) – serie TV, 46 episodi (2011-2016)
- Sleeping Dogs – videogioco (2012)
- Trilli e il segreto delle ali (Secret of the Wings), regia di Roberts Gannaway e Peggy Holmes (2012)
- Pixie Hollow Bake Off, regia di Elliot M. Bour – cortometraggio TV (2013)
- La storia della Principessa Splendente (Kaguya-hime no monogatari), regia di Isao Takahata (2013)
- Trilli e la nave pirata (The Pirate Fairy), regia di Peggy Holmes (2014)
- Trilli e la creatura leggendaria (Tinker Bell and the Legend of the NeverBeast), regia di Steve Loter (2015)
- Kung Fu Panda 3, regia di Jennifer Yuh (2016)
- Kung Fu Panda - I segreti della pergamena (Kung Fu Panda: Secrets of the Scroll), regia di Rodolphe Guenoden (2016)
- Michael Jackson's Halloween, regia di Mark A.Z. Dippé e Kyung Ho Lee – film TV (2017)
- Animals. - serie animata, 3 episodi (2018)
- Star Wars: Visions - serie animata, episodio 1x01 (2021)
- Scooby-Doo and Guess Who? - serie animata, episodio 2x17 (2021)
- Strange World - Un mondo misterioso, regia di Don Hall (2022)
- The Pirate Queen - videogioco (2023)
- Le risposte degli StoryBots (StoryBots: Answer Time) – serie TV, episodio 2x10 (2023)
- L'apprendista della tigre (The Tiger's Apprentice), regia di Raman Hui (2024)

## Riconoscimenti
- Premio Emmy
  - 1999 – Candidatura alla miglior attrice non protagonista in una serie commedia per Ally McBeal
  - 2024 – Candidatura al miglior programma per i media per The Pirate Queen with Lucy Liu
- Screen Actors Guild Awards
  - 1997 – Candidatura per il miglior cast in una serie commedia per Ally McBeal
  - 1998 – Miglior cast in una serie commedia per Ally McBeal
  - 1999 – Candidatura alla migliore attrice in una serie commedia per Ally McBeal
  - 2000 –  Candidatura per il miglior cast in una serie commedia per Ally McBeal
- Critics' Choice Awards
  - 2003 – Miglior cast corale per Chicago
  - 2012 – Miglior attrice ospite in una serie drammatica per Southland
- Saturn Award
  - 2001 – Candidatura alla miglior attrice non protagonista per Charlie's Angels
  - 2004 – Candidatura alla miglior attrice non protagonista per Kill Bill: Volume 1
- Golden Raspberry Awards
  - 2024 – Candidatura alla peggior attrice non protagonista per Shazam! Furia degli dei

## Doppiatrici italiane
Nelle versioni in italiano delle opere in cui ha recitato, Lucy Liu è stata doppiata da:
- Giò Giò Rapattoni in Kill Bill: Volume 1, Slevin - Patto criminale, Nome in codice: Cleaner, Dirty Sexy Money, Un giorno questo dolore ti sarà utile, L'uomo con i pugni di ferro, Le ragazze del Pandora's Box, Shazam! Furia degli dei, Uno Rosso
- Tiziana Avarista in Charlie's Angels, Charlie's Angels - Più che mai, Quando Billy incontra Jenny, Domino, La setta delle tenebre, Southland, Presence
- Claudia Razzi in Payback - La rivincita di Porter, Incontriamoci a Las Vegas, Joey
- Eleonora De Angelis in Ballistic, Chicago
- Barbara De Bortoli in Elementary, Old Guy
- Giuppy Izzo in Cashmere Mafia, Ugly Betty
- Paola Valentini in E.R. - Medici in prima linea
- Antonella Rendina in Hercules
- Debora Magnaghi in I Love Movies
- Giulia Franzoso in Ally McBeal
- Georgia Lepore in Hotel
- Chiara Colizzi in Pallottole cinesi
- Antonella Rinaldi in Cypher
- Elisabetta Spinelli in Detachment - Il distacco
- Sabrina Duranti in Come far perdere la testa al capo

Da doppiatrice è sostituita da:
- Federica De Bortoli in Trilli, Trilli e il tesoro perduto, Trilli e il grande salvataggio, Trilli e il segreto delle ali, Trilli e la nave pirata, Trilli e la creatura leggendaria, I Giochi della Radura Incantata
- Tiziana Avarista in Kung Fu Panda, Kung Fu Panda 2, Kung Fu Panda - Mitiche avventure, Kung Fu Panda 3
- Eleonora De Angelis in Futurama
- Antonella Baldini in Game Over
- Franca D'Amato in Mulan II
- Barbara De Bortoli in Scooby-Doo and Guess Who?
- Valentina Stredini in Strange World - Un mondo misterioso